# Gare de Bex
La gare de Bex est une gare ferroviaire située sur le territoire de la commune suisse de Bex dans le canton de Vaud.

## Situation ferroviaire
Établie à 411 m d'altitude, la gare de Bex est située au point kilométrique 47,15 de la ligne du Simplon (100) des CFF. Elle se situe entre la Gare d'Aigle et la gare de Saint-Maurice. Elle est aussi le point de départ de la ligne Bex-Villars-Bretaye des Transports publics du Chablais (TPC).

## Histoire

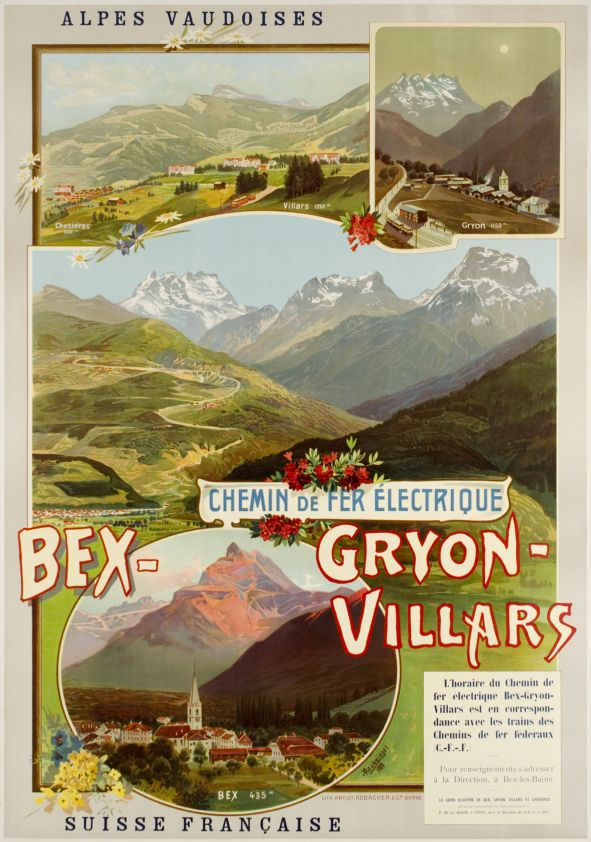
Une affiche du BVB de 1905.

La gare de Bex est inaugurée en 1857, lors de l'arrivée du premier train de la Compagnie de la Ligne d'Italie entre Villeneuve et Saint-Maurice.
En 1898, la gare devient un carrefour ferroviaire avec l'ouverture du tronçon Bex - Bévieux de la ligne Bex – Villars – Bretaye (BVB).
Lors du changement d'horaire de décembre 2019, les CFF ont mis en place une liaison ferroviaire directe entre Genève et le Châble baptisée « Verbier Express ». Cette liaison circule à hauteur d'un aller-retour par jour les weeks-ends et certains jours fériés en hiver. Au retour, le train circule entre Saint-Maurice et Annemasse à l'horaire du train RegioExpress qui circule classiquement dans ce sillon horaire. Il dessert par conséquent la gare de Bex,,.
Entre février 2020 et septembre 2021, des travaux ont été menés par les CFF afin de moderniser la gare. Un nouveau passage sous les voies élargi à 5 mètres a été construit afin de relier les deux quais, eux-mêmes rehaussés à une hauteur de 55 centimètres afin de permettre un accès à niveau aux trains pour les personnes à mobilité réduite. En complément, de nouveaux abris ont été édifiés sur les quais dont une marquise sur le quai central. De nouveaux panneaux d'affichage modernes pour les voyageurs et de nouveaux luminaires complètent la nouvelle installation sur les quais. Le nouveau quai de la voie 1 a été construit en commun avec la gare TPC. Le montant des travaux s'élève à 28 millions de francs suisses,.
Depuis le changement d'horaire de décembre 2021, les trains de la ligne S5 du RER Vaud reliant Grandson à Aigle sont prolongés quasiment toutes les heures en semaine jusqu'en gare de Bex.
Un train spécial baptisé « VosAlpes Express » a été mis en place le 15 janvier 2022 afin d'assurer certains weeks-ends d'hiver, jusqu'au 27 mars 2022, un aller-retour par jour de Fribourg jusqu'au Châble. L'aller est direct tandis que le retour circule au départ de la gare de Bex, en correspondance avec le train « Verbier Express » en provenance du Châble. Ces trains sont en correspondance en gare de Bex avec les trains des TPC reliant Bex à Villars-sur-Ollon et la gare de Col-de-Bretaye afin d'accéder facilement aux pistes de ski,,. Ces deux offres sont reconduites également pour les années 2023 et 2024.
Entre 2025 et 2026, les TPC ont prévu de construire un nouveau quai pour leurs bus et leurs trains d'une longueur de 80 mètres ainsi qu'une voie de manœuvre pour les trains de fret.

## Service des voyageurs

### Accueil
La gare de Bex comporte deux types de voies ferrées différentes : des voies normales (1 435 mm) pour la ligne du Simplon des Chemins de fer fédéraux et une voie métrique pour la ligne BVB des Transports publics du Chablais.
Les bâtiments des gares d'Aigle, de Bex et de Villeneuve ont été dessinés par le même architecte.

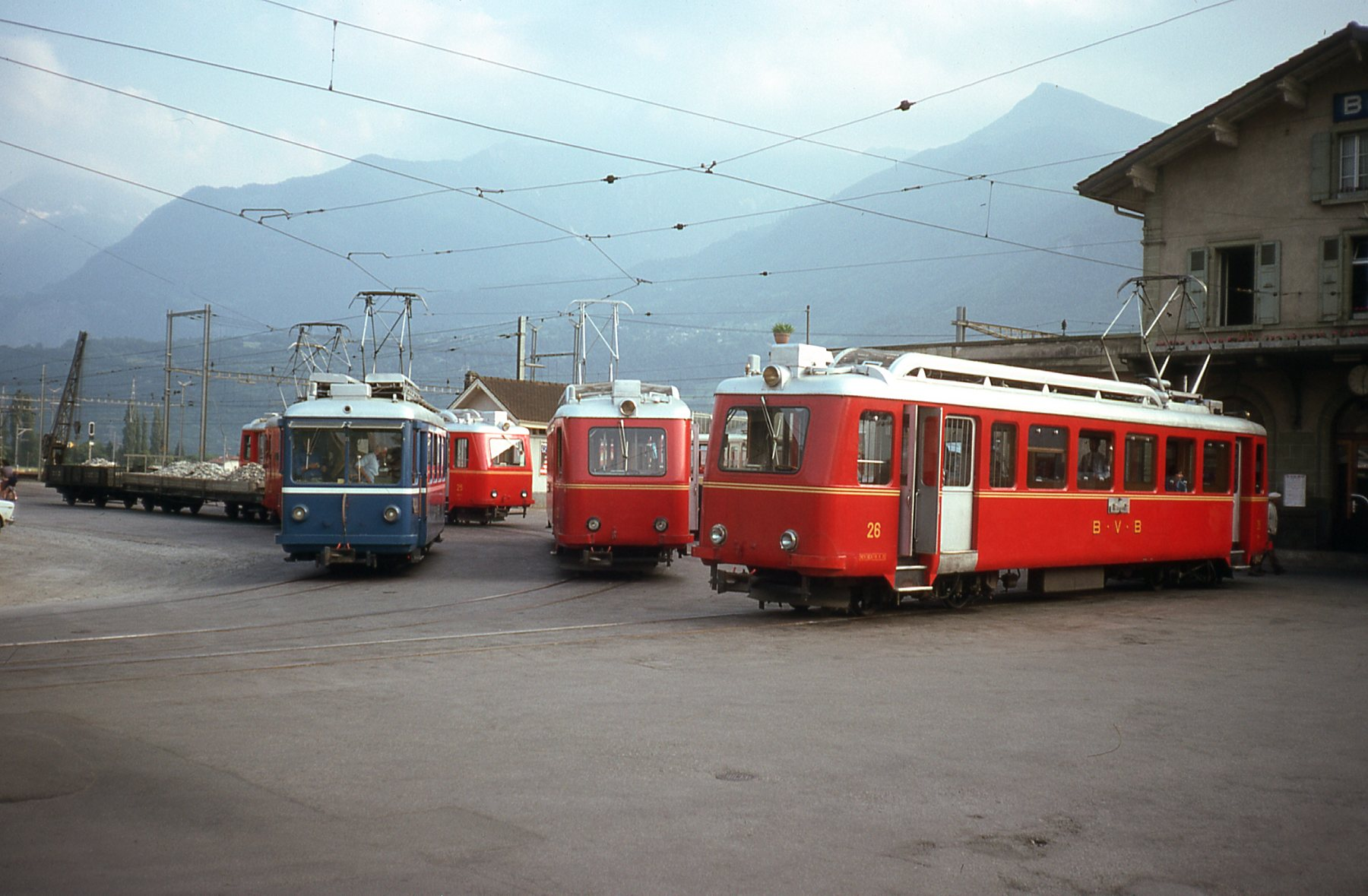
Des trains du BVB dont une motrice 26 de 1945 dite flèche dans les années 1980.
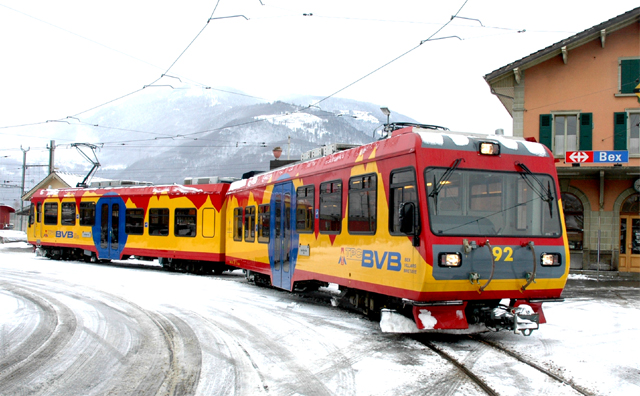
Une automotrice double Beh 4/4 92 du BVB en mars 2006.
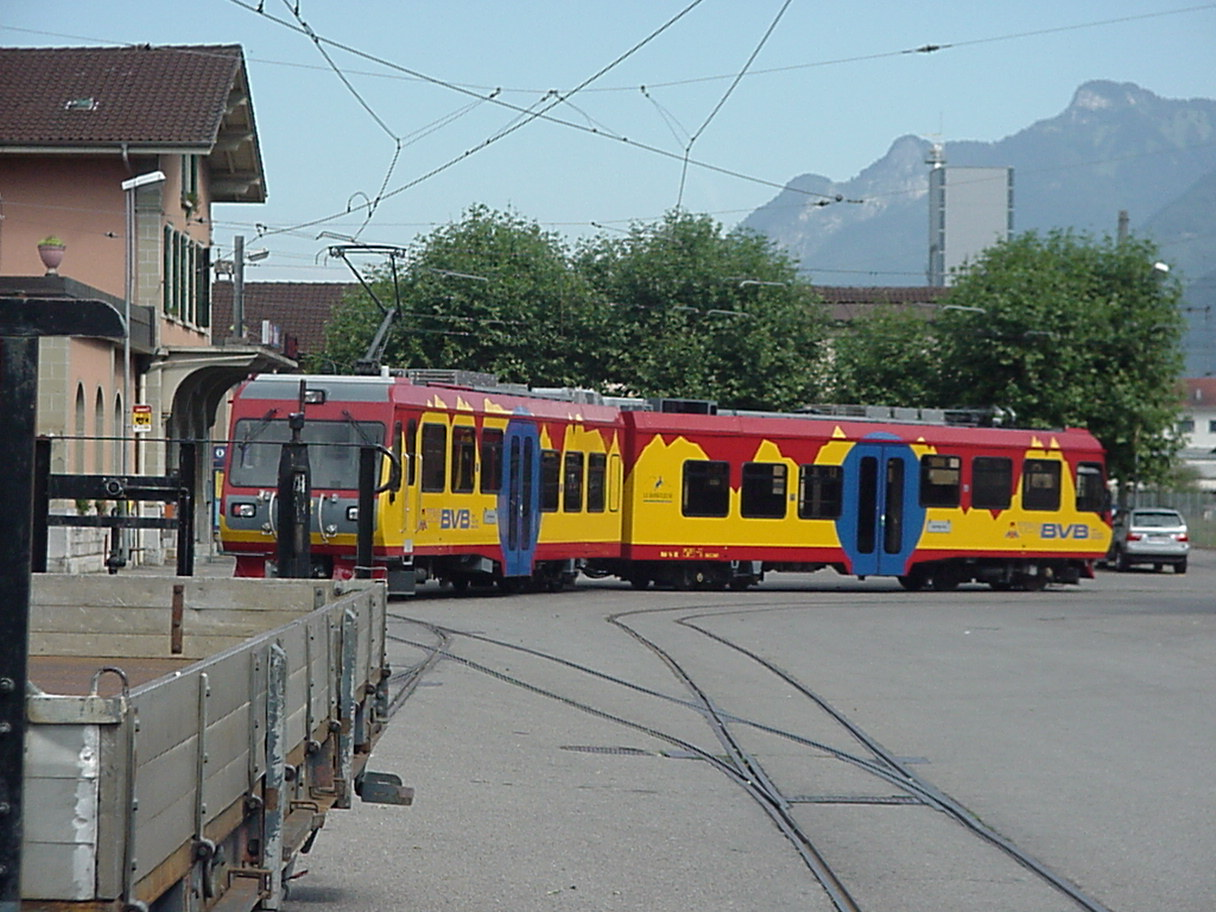
Une automotrice double Beh 4/4 92 du BVB en juillet 2003.
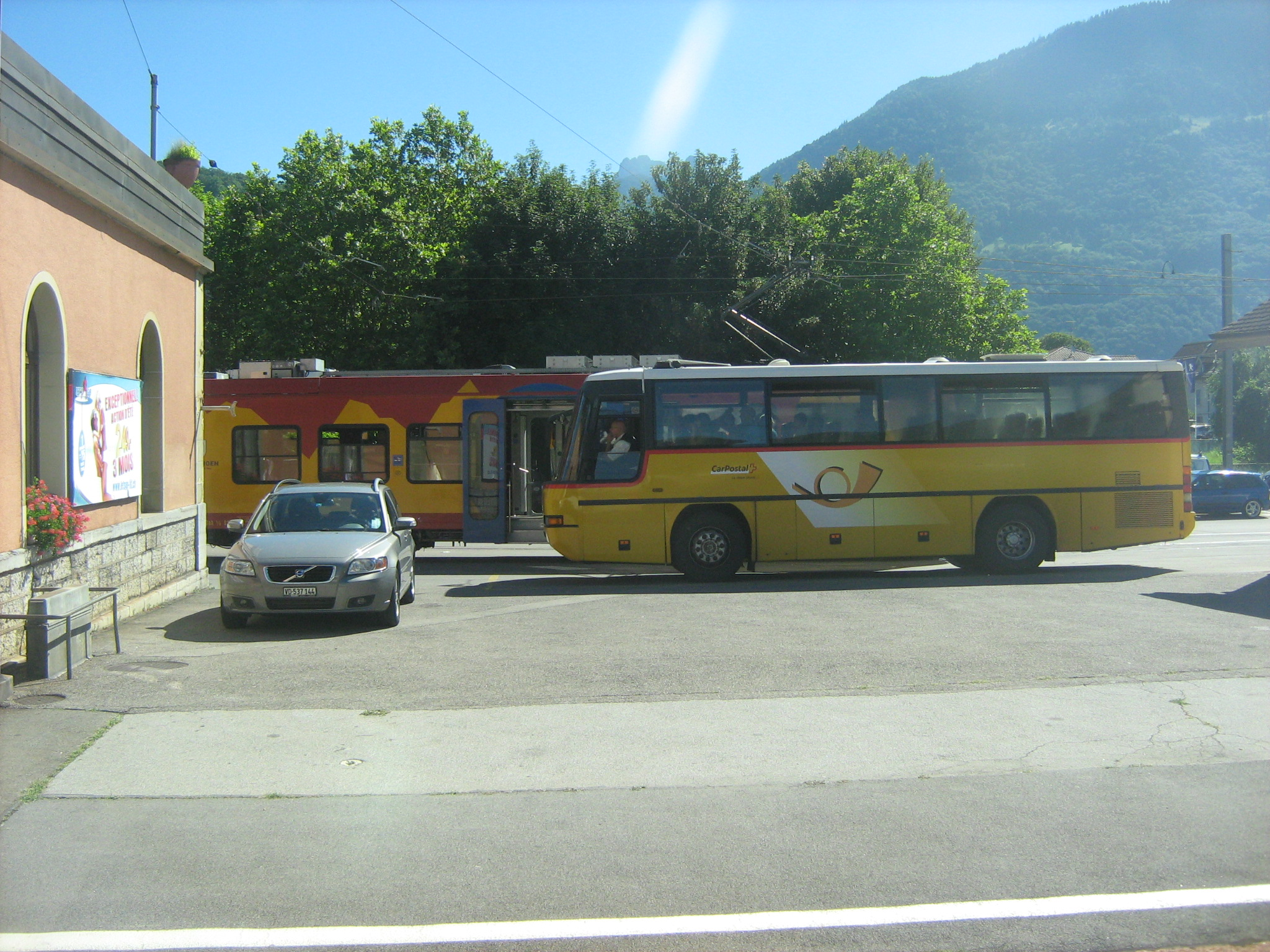
Un CarPostal et une rame du BVB à la gare CFF, un exemple type de l'intermodalité des transports en Suisse (août 2013).
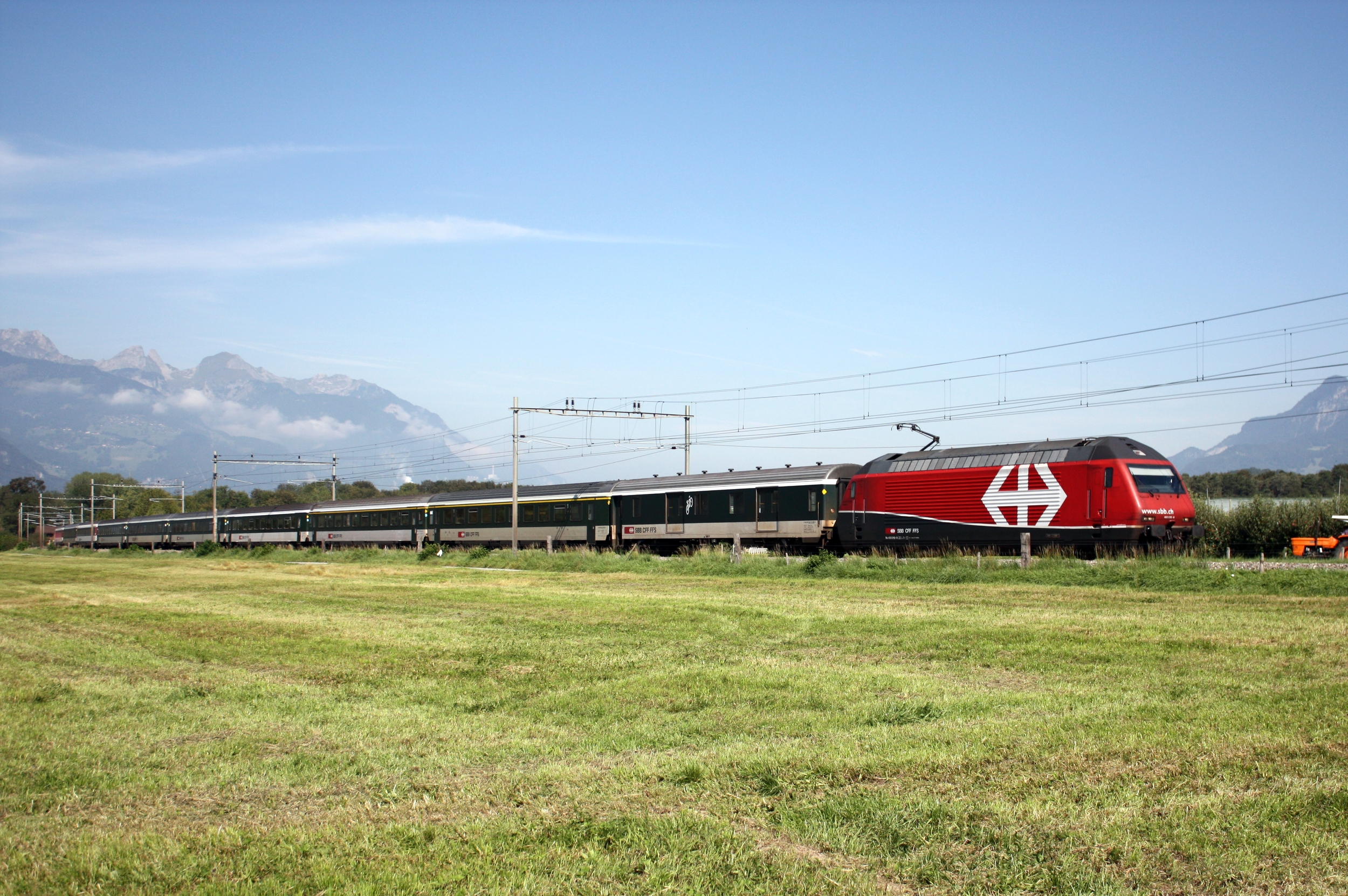
Un Interregio venant d'Aigle arrive à Bex en août 2008.

### Desserte

#### Trains Grandes lignes
La gare de Bex est desservie chaque heure par les trains RegioExpress RE33 reliant Annemasse (ou Genève-Aéroport) à Saint-Maurice ou Martigny via Genève, Lausanne et Vevey.
Depuis 2019, la gare est desservie les weeks-ends et certains jours fériés d'hiver par les trains « Verbier Express » assurant un aller-retour chaque jour entre Genève et Le Châble,. À partir du 15 janvier 2021, la gare du Châble est également desservie par certains weeks-ends d'hiver par un train direct en provenance de Fribourg baptisé « VosAlpes Express »,.

#### RER Vaud
La gare fait partie du réseau express régional vaudois, assurant des liaisons rapides à fréquence élevée dans l'ensemble du canton de Vaud. Bex est le terminus les lignes  R3 et  R4 en provenance de Vallorbe (et/ou Le Brassus pour la R4). Ces lignes sont parfois prolongées jusqu'à Saint-Maurice.

#### Transports publics du Chablais
La gare de Bex est desservie chaque heure par le R74 géré par les Transports publics du Chablais reliant Bex à Villars-sur-Ollon et le col de Bretaye via la ligne Bex-Villars-Bretaye.

### Correspondance
| Ligne | Parcours                                   | Remarque                                             |
| ----- | ------------------------------------------ | ---------------------------------------------------- |
| 152   | Bex - Les Plans-sur-Bex - (Pont de Nant)   | Ligne de Bus TPC                                     |
| 153   | Bex - Fenalet-sur-Bex                      | Ligne de Bus TPC                                     |
| 119   | Aigle - Ollon - Antennes - Bex - Le Châtel | Ligne Mobichablais, Tous les arrêts sont sur demande |
| 110   | Bex - Monthey                              | Ligne Mobichablais                                   |
| 120   | Bex - Monthey - Vouvry - Villeneuve        | Ligne CarPostal                                      |

### Matériel roulant
| Exploitant          | Catégorie                               | Matériel roulant                                                                                                |
| ------------------- | --------------------------------------- | --- |
| Liaisons nationales |                                         | |
| SBB CFF FFS         | InterRegio supplémentaires 1904 et 1929 | Re 460 + rame tractée ex Bpm 51 + VU IV                                                                         |
| Liaisons régionales |                                         | |
| SBB CFF FFS         | RegioExpress                            | RABe 511 KISS (en unités multiples) / Re 460 + rame réversible VU IV                                            |
| TPC                 | BVB                                     | Automotrices: BDeh 4/4 Automotrices-doubles: Beh 4/8 Voitures voyageurs: B Voitures avec cabine de commande: Bt |